# Françoise de La Chassaigne
Françoise Léonore de La Chassaigne (née v. 1545 - morte v. 1627,) est une femme issue de la petite noblesse bordelaise du XVIe siècle qui est l'épouse du philosophe Michel de Montaigne, l'auteur des Essais.

## Biographie
Françoise de La Chassaigne était la fille de Joseph de La Chassaigne (v. 1515-1572), écuyer, chevalier, soudan de Pressac, Seigneur de Javerlhac, Conseiller du Roi au Parlement en 1538 et 1543, Président au Parlement de Bordeaux en 1569, et de Marguerite de Douhet.
Joseph de Lachassaigne, collectionneur d'antiquités gallo-romaines, était un homme cultivé. 
Le 23 septembre 1565, elle épousa un ancien conseiller à la Cour des Aides de Périgueux, devenu collègue de son père au Parlement de Bordeaux, de douze ans son aîné, le futur écrivain et futur maire de Bordeaux Michel de Montaigne. Elle lui donna six filles, dont une seule – Léonor (ou Éléonore) – survécut.
Il semblerait que le mariage n’ait pas eu une grande importance dans la vie affective de Montaigne. Les époux faisaient chambre à part, ce qui était courant à l’époque, et Montaigne, préoccupé par bien d’autres activités, laissait volontiers la gestion de ses propriétés à sa femme qu’il ne mentionne qu’une seule fois dans ses Essais, dans une phrase très commentée, lors de l’épisode célèbre de la chute : « ils disent que je m’advisay de commander qu’on donnast un cheval à ma femme » (De l’exercitation).
Il a écrit au sujet de son mariage :"l'amitié maritale ..., c'est une intelligence qui se refroidit volontiers par une trop continuelle assistance et que l'assiduité blesse ... Nous n'avons pas fait marché en nous mariant, de nous tenir continuellement accoues l'un à l'autre...d'une manière chennine"
En septembre 1570, dans une lettre à son épouse marquée par la perte de leur première fille décédée à l’âge de deux ans, Michel de Montaigne écrivit : 
« Ma femme vous entendez bien que ce n’est pas le tour d’un galand homme, aux reigles de ce temps icy, de vous courtiser & caresser encore. Car ils disent qu’un habil homme peut bien prendre femme : mais que de l’épouser c’est à faire à un sot. Laissons les dire : je me teins de ma part à la simple façon du vieil aage, aussi en porte-je tantost le poil. Et de vray la nouvelleté couste si cher jusqu’à ceste heure à ce pauvre estat (& si je ne scay si nous en sommes à la derniere enchere) qu’en tout & part tout j’en quitte le party. Vivons ma femme, vous & moy, à la vielle Françoise. Or il vous peult souvenir comme feu Monsieur de la Boetie ce mien cher frere, & compaignon inviolable, me donna mourant ses papiers & ses livres, qui m’ont esté depuis le plus favory meuble des miens. Je ne veulx pas chichement en user moy seul, ny ne merite qu’ils ne servent qu’à moy. A ceste cause il m’a pris envie d’en faire part à mes amis. Et par ce que je n’en ay, ce croy-je nul plus privé que vous, je vous envoye la Lettre consolatoire de Plutarque à sa femme, traduite par luy en François : bien marry dequoy la fortune vous a rendu ce present si propre, & que n’ayant enfant qu’une fille longuement attendue, au boute de quatre ans de nostre mariage, il a falu que vous l’ayez perdue dans le deuxiesme an de sa vie. (...) »
Françoise ne semble pas avoir pris ombrage de la relation amicale que le philosophe entretint avec Marie de Gournay, rencontrée lors d’un voyage à Paris en 1588, une relation qui a duré plusieurs années, sur des bases de confiance, d’admiration mutuelle et de liberté. Après la mort de Montaigne, elle lui fit parvenir une copie annotée des Essais de 1588 la priant de se charger de leur publication. C’est Marie de Gournay qui publia la première édition posthume des « Essais », avec une longue préface dans laquelle elle défendait les idées de Montaigne. Elle séjourna ensuite quinze mois à Montaigne, auprès de Madame de Montaigne et de sa fille Léonor, sa « sœur d’alliance ».
Après la mort du philosophe, en 1592, Françoise de La Chassaigne remit certains volumes de la bibliothèque de son mari à des amis et à des communautés religieuses, notamment aux Feuillants de Bordeaux. L’ensemble subsistait encore, en 1616, au décès de Éléonore de Montaigne, fille et héritière de l’écrivain.
Léonore de Montaigne (née en 1571, morte le 23/1/1616) épousa au château de Montaigne (Castillon) par contrat du 26/5/1590 François de La Tour (né en 1559, mort en 1594), dot de 20000 livres tournois.
Du premier lit Françoise de La Tour mariée en 1611 avec Honoré de Lur de Saluces dont un fils unique Charles de Lur Saluces (1612) vicomte d'Aureilhan marié avec Isabeau de la Lane, tué en 1636 devant Salses en Roussillon, sans postérité. 
Puis Léonor de Montaigne épouse vers 1600 le vicomte Charles de Raymond de Gamaches, vicomte de Chateaumeillant, seigneur de Fougerolles, issu de la seigneurie de Jussy (Berry) dont du second lit une fille unique Marie de Gamaches (1611-1682) qui épouse en 1627 Louis de Lur Saluces (mort en 1696) dont descendance dans les familles de Ségur, Joumart des Achards, Galard de Béarn, de Villars en Périgord, Bacharetie de Beaupuy (Mussidan).

## Dans la culture
- Poudérou Robert, Parce que c'était lui, parce que c'était moi, pièce de théâtre parue en 1992[4] mettant en scène Michel de Montaigne, Marie de Gournay et Françoise de La Chassaigne Dossier de presse